# Sixx:A.M.
Sixx:A.M. fue una banda de heavy metal formada en 2007 por Nikki Sixx,  Mark Chavez, DJ Ashba, y James Michael. Fue el proyecto paralelo del bajista de Mötley Crüe, Nikki Sixx. El grupo es conocido por sus canciones «Life is Beautiful» y «Lies of the Beautiful People». Sixx:A.M. es una combinación de los nombres de los miembros (Sixx, Ashba, Michael).
Durante su carrera, Sixx: A.M. lanzó cinco álbumes de estudio: The Heroin Diaries Soundtrack (2007), This Is Gonna Hurt (2011), Modern Vintage (2014), Prayers for the Damned and Blessed (2016), y tres EP; X-Mas In Hell (2008); Live Is Beautiful (2008) y 7 (2011).

## Historia de la banda

### Formación yThe Heroin Diaries Soundtrack: 2007-2008
La banda lanzó The Heroin Diaries Soundtrack en 2007, que está basado en el libro autobiográfico de Nikki Sixx, The Heroin Diaries: A Year in the Life of a Shattered Rock Star.

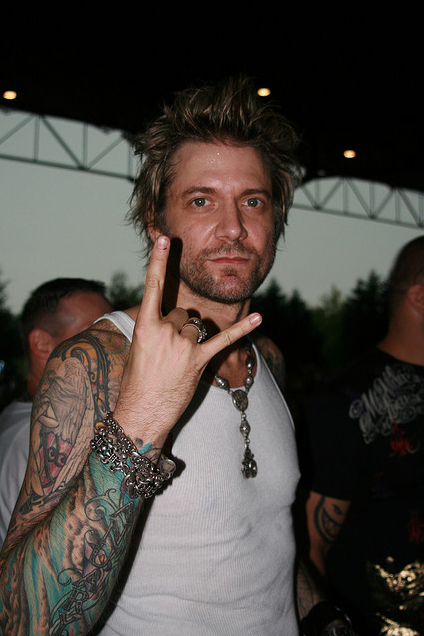
El vocalista James Michael,

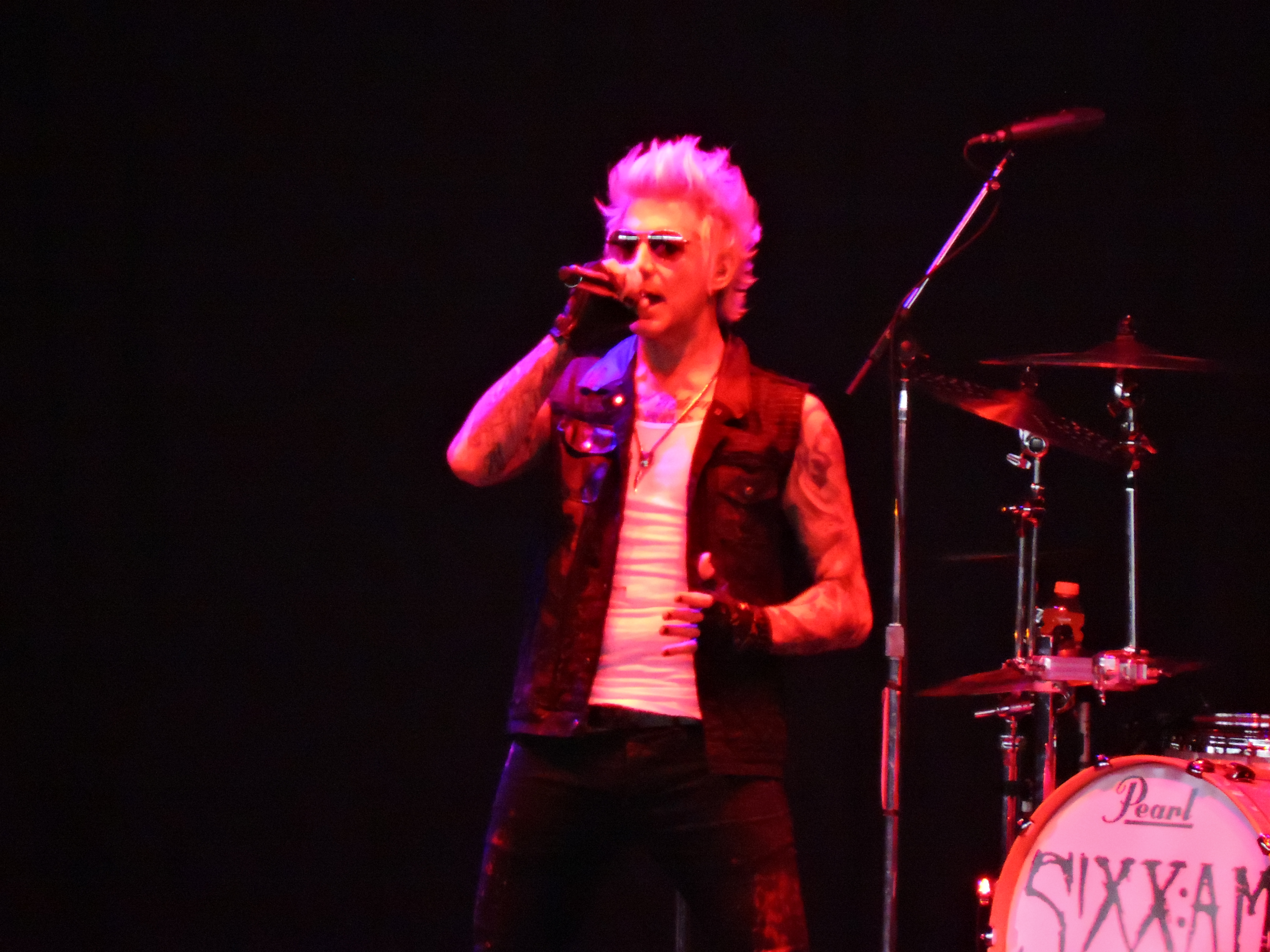
James Michael en 2016

La banda hizo su debut en vivo en Crash Mansion el 16 de julio de 2007. Ellos presentaron cinco canciones del álbum The Heroin Diaries Soundtrack. El álbum no tiene baterista, porque el cantante y guitarrista rítmico James Michael programó la batería. Debido a esto, había cierta curiosidad sobre quién tocaría la batería en vivo. El antiguo baterista de Beautiful Creatures, Glen Sobel terminó tocando en la gira con la banda.
Al principio, la banda declaró que no tenían ninguna intención de salir de gira. Después del constante apoyo a la banda y el interés de hacer una gira, sostuvieron un voto a nivel nacional para fechas de gira. El viaje fue programado para comenzar en la primavera del 2008, pero tuvo que ser aplazado debido a circunstancias imprevistas.

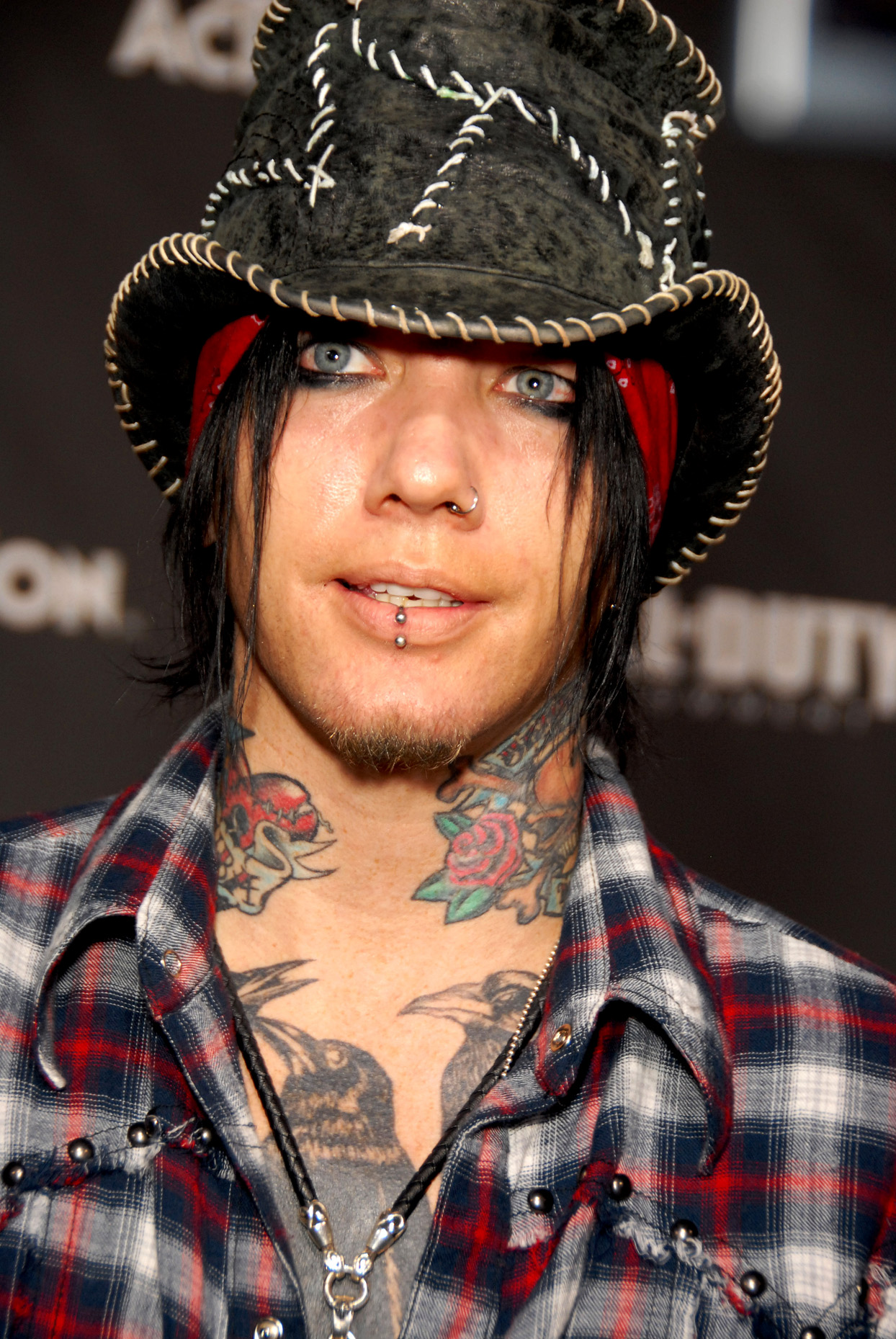
DJ Ashba, guitarrista de la banda.

El 15 de abril de 2008 el grupo anuncia que estarán de gira como parte del Crüe Fest, junto con Buckcherry, Papa Roach y Trapt, la gira comienza el 1 de julio de 2008 en West Palm Beach, Florida. Durante el Crüe Fest el baterista de Papa Roach Tony Palermo sirvió como baterista de la banda mientras estaban de gira. Una edición de gira de The Heroin Diaries Soundtrack fue lanzada el 25 de noviembre de 2008, la cual incluye un bonus en vivo llamado «Live Is Beautiful», que contiene grabaciones de la gira de verano de la banda.

### This is Gonna Hurt& Modern Vintage (2009-2014)
Nikki Sixx confirmó estar trabajando para el sucesor de The Heroin Diaries Soundtrack a finales del 2008, después de los rumores de que la banda habría empezado a escribir para su segundo álbum de estudio durante la gira de verano del 2008.

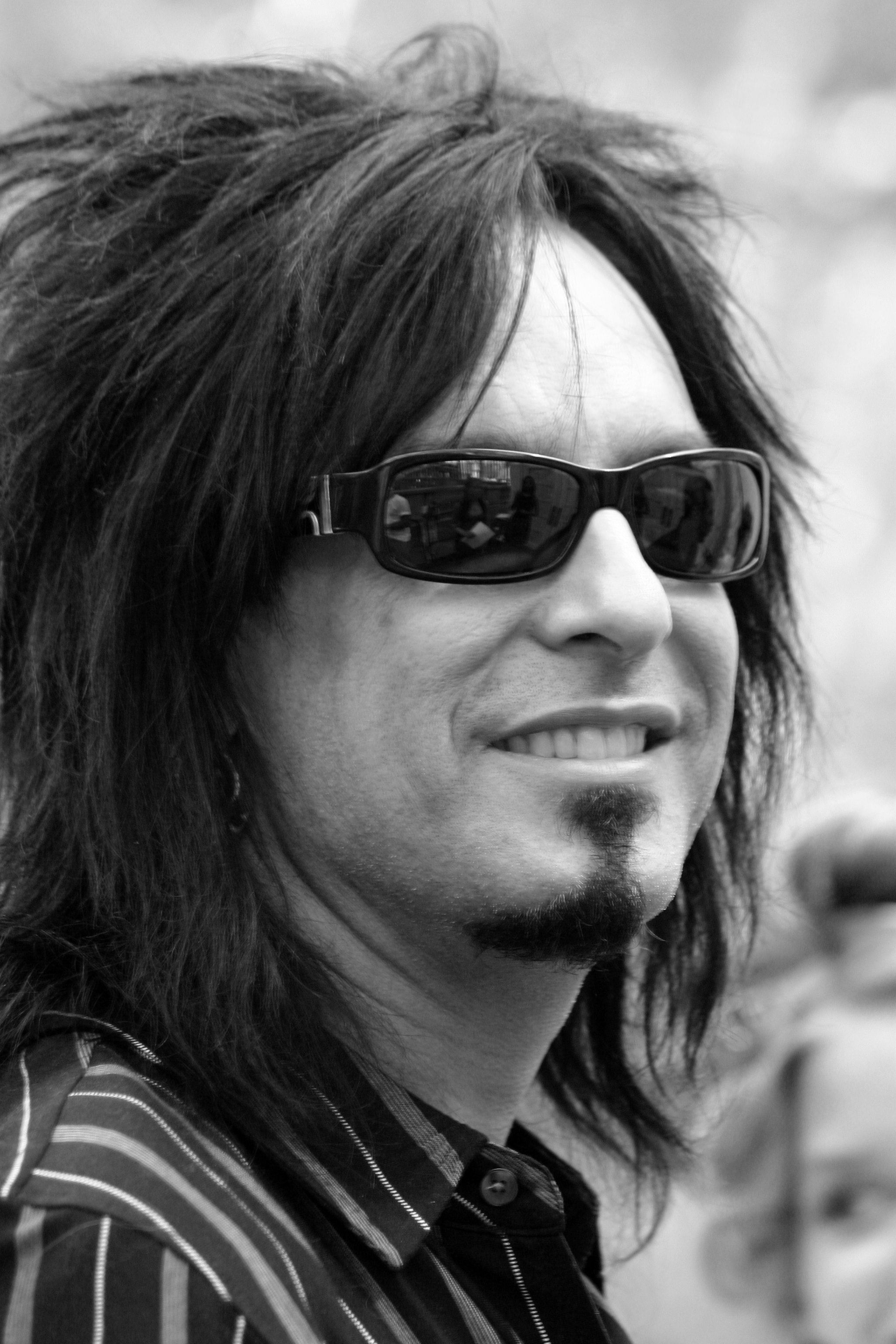
Nikki Sixx, fundador y bajista en la banda, y también en Mötley Crüe.

En abril de 2009, Michael y Sixx confirmaron que la banda ya estaba en el estudio, grabando nuevo material, Sixx agregró que el nuevo material es «inspirador, se siente como que nos hemos superado en este álbum, no podemos esperar a que escuchen como suena», él también reveló que el nuevo álbum, al igual que el primero, es un álbum conceptual, pero rechazó revelar más detalles sobre el concepto, él también agregó que una sorpresa, probablemente una canción, podría venir en los siguientes meses, y que el álbum probablemente esté listo en la Navidad del 2009.
El 19 de febrero de 2010, Sixx reveló que la banda estaba actualmente en el estudio grabando el nuevo álbum, con algunas pistas de guitarra de Ashba ya establecidas, pero el bajo aún quedaba por grabar. Sixx también dijo que había más de dos álbumes de material escrito, pero como con el primer álbum, probablemente terminaría siendo un solo álbum con las mejores canciones elegidas para que no tenga rellenos. 
El 27 de mayo de 2010, Sixx reveló que todas las pistas de bajo para el próximo álbum habían sido grabadas y James Michael estaba revisando las letras antes de grabar las voces finales. Sixx también dijo que el director de videos musicales P. R. Brown estaba escribiendo el tratamiento para el video del primer sencillo que se lanzará del álbum, que se lanzará a principios de 2011. El 23 de julio de 2010, Sixx confirmó que el nuevo álbum había sido terminado.
El 4 de septiembre de 2010, se anunció que Sixx lanzaría un libro titulado This Is Gonna Hurt, que estaría acompañado por un álbum de Sixx: A.M. Algunas de las canciones del próximo álbum fueron inspiradas por las fotografías del autor, y otras inspiraron fotografías propias, ya que el libro fue parte foto, parte diario. El sello de HarperCollins, William Morrow and Company, anunció que el libro se lanzaría el 22 de marzo de 2011, acompañado por el álbum el mismo día.
El 7 de diciembre de 2010, la banda subió una vista previa de video para el nuevo álbum en su sitio web oficial, indicando que se lanzaría en abril de 2011. El 3 de enero de 2011, otro video de la banda confirmó que el libro sería lanzado el 12 de abril de 2011, con el álbum poco después del 10 de mayo de 2011, que fue confirmado por Sixx. El primer sencillo "Lies of the Beautiful People" fue lanzado el 25 de febrero de 2011. El 15 de febrero de 2011, Sixx anunció a través de sus cuentas de Twitter y Facebook que el video musical de esta canción se estrenaría en su sitio web para su programa de radio Sixx Sense el 16 de febrero de 2011. Sixx también anunció que debido a la demanda de los fanáticos, la fecha de lanzamiento del álbum se había movido para el 3 de mayo de 2011.
El 5 de diciembre de 2011, el vocalista James Michael anunció que la banda lanzaría un EP acústico titulado 7 el 13 de diciembre de 2011, presentando siete nuevas interpretaciones acústicas de canciones de los dos álbumes de estudio anteriores de la banda. Michael también insinuó un próximo lanzamiento sorpresa de la banda.
El 11 de abril de 2012, la banda tocó en vivo por primera vez en cuatro años en los Premios Revolver Golden Gods en el Club Nokia en Los Ángeles, California. La banda tocó solo dos canciones: "This Is Gonna Hurt" y "Are You With Me Now", también filmando el video musical de esta última en el show.
El 21 de noviembre de 2012, la banda anunció a través de Twitter que estaban trabajando en música nueva.
El 18 de julio de 2013, lanzaron una canción llamada "Relief" para su tercer álbum.
El 14 de enero de 2014, la banda anunció a través de su página de Facebook que la canción final del próximo álbum se titularía "Let it Haunt You (So Beautiful)".
El 31 de julio de 2014, la banda anunció que el título para su tercer álbum sería Modern Vintage. Fue lanzado el 7 de octubre de 2014.

### Gira yPrayers for the Damned, Vol. 1yPrayers for the Blessed, Vol. 2(2015–2017)
La banda hizo su debut en Japón en el Nippon Budokan el 19 de febrero de 2015 como parte del VampPark Fest, presentado por la banda de rock Vamps.
El 27 de abril de 2015, realizaron su décimo show en vivo con un set completo en el Best Buy Theatre en Times Square, Nueva York.
En julio de 2015, Sixx declaró que Sixx: A.M. planea lanzar dos nuevos álbumes y hacer una gira mundial en 2016. También en 2015, Ashba dejó su otra banda, Guns N 'Roses, para centrarse únicamente en Sixx: A.M.
El 1 de marzo de 2016, Sixx: AM lanzó un sencillo llamado "Rise", los detalles del primero de sus dos álbumes recientemente grabados, Prayers for the Damned, y las fechas de una nueva gira estadounidense programada para abril y mayo de 2016. "Rise" debutó en vivo en un formato acústico en una sesión de invitación exclusiva en el Sanctum Soho Hotel en Londres, Inglaterra el 23 de febrero ("Stars" del álbum Modern Vintage y "Life Is Beautiful" de The Heroin Diaries Soundtrack también se tocaron). Los pedidos anticipados para el álbum comenzaron el 4 de marzo, y el álbum se lanzó el 29 de abril. El segundo de los dos álbumes es, Prayers for the Blessed, vol. 2, fue lanzado el 18 de noviembre.
En octubre de 2017, Sixx: A.M. lanzó una edición del décimo aniversario de su álbum debut The Heroin Diaries Soundtrack para conmemorar su décimo aniversario y la biografía del mismo nombre de Nikki Sixx. El relanzamiento también contenía tres canciones reimaginadas, incluidas las canciones "Life Is Beautiful", "Accidents Can Happen" y "Girl With Golden Eyes".
En febrero de 2018, Michael y Ashba crearon una nueva banda, Pyromantic, mientras anunciaban que Sixx: A.M. estaba en hiato

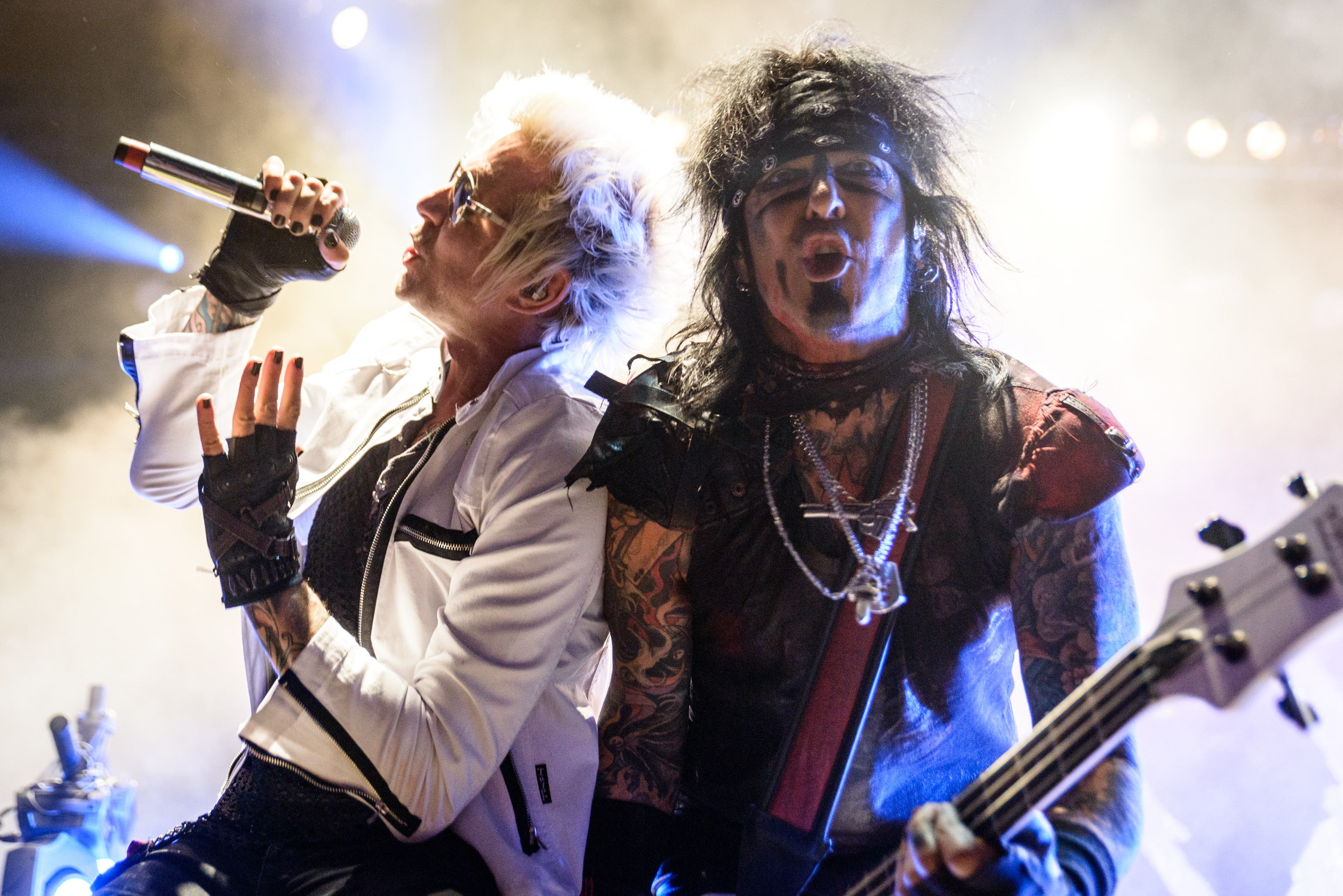
Michael y Sixx en 2016

## Discografía
| Álbumes de estudio | 5  |
| ------------------ | -- |
| Álbumes de video   | 1  |
| EP                 | 3  |
| Sencillos          | 11 |

### Álbumes de estudio
| Año  | Detalles del álbum                                                                                              | Posiciones | Posiciones | Posiciones |
| Año  | Detalles del álbum                                                                                              | US         | CAN        | UK         |
| ---- | --- | ---------- | ---------- | ---------- |
| 2007 | The Heroin Diaries Soundtrack - Lanzamiento: 21 de agosto de 2007 - Sello discográfico: Eleven Seven Music      | 62         | 54         | 70         |
| 2011 | This Is Gonna Hurt - Lanzamiento: 3 de mayo de 2011 - Sello discográfico: Eleven Seven Music                    | 10         | 14         | 60         |
| 2014 | Modern Vintage - Lanzamiento:7 de octubre de 2014 - Sello discográfico: Eleven Seven Music                      | ?          | ?          | ?          |
| 2016 | Prayers for the Damned, Vol. 1 - Lanzamiento: 29 de abril de 2016 - Sello discográfico: Eleven Seven Music      |            |            |            |
| 2016 | Prayers for the Blessed, Vol. 2 - Lanzamiento: 18 de noviembre de 2016 - Sello discográfico: Eleven Seven Music |            |            |            |

### EPs
| Año  | Detalles del álbum                                                                                              |
| ---- | --- |
| 2008 | Live Is Beautiful - Lanzamiento: 25 de noviembre de 2008 - Sello discográfico: Eleven Seven Music - Formato: CD |

| Año  | Detalles del álbum                                                                              |
| ---- | ----------------------------------------------------------------------------------------------- |
| 2011 | 7 - Lanzamiento: 13 de diciembre de 2011 - Sello discográfico: Eleven Seven Music - Formato: CD |

### Sencillos
| Año  | Título                         | Posiciones | Posiciones | Posiciones | Posiciones | Posiciones | Posiciones | Posiciones | Certificaciones | Álbum                         |
| Año  | Título                         | US         | US Main.   | US Alt.    | CAN Rock   | CAN        | UK         | UK Rock    | Certificaciones | Álbum                         |
| ---- | ------------------------------ | ---------- | ---------- | ---------- | ---------- | ---------- | ---------- | ---------- | --------------- | ----------------------------- |
| 2007 | "Life Is Beautiful"            | 104        | 2          | 25         | —          | 72         | 58         | 3          | Oro             | The Heroin Diaries Soundtrack |
| 2008 | "Pray for Me"                  | —          | 29         | —          | —          | —          | —          | —          |                 | The Heroin Diaries Soundtrack |
| 2008 | "Tomorrow"                     | —          | 33         | —          | —          | 76         | 70         | 15         |                 | The Heroin Diaries Soundtrack |
| 2008 | "Accidents Can Happen"         | —          | —          | —          | —          | —          | —          | —          |                 | The Heroin Diaries Soundtrack |
| 2011 | "Lies of the Beautiful People" | 102        | 1          | 31         | 3          | —          | —          | —          |                 | This Is Gonna Hurt            |
| 2011 | "This Is Gonna Hurt"           | —          | 20         | —          | 33         | —          | —          | —          |                 | This Is Gonna Hurt            |
| 2012 | "Are You with Me Now"          |            | 32         | —          | —          | -          | —          | —          |                 |                               |
| 2014 | "Gotta Get It Right"           | 113        | 12         | —          | —          | —          | —          | —          |                 | Modern Vintage                |
| 2014 | "Stars"                        | —          | 6          | —          | —          | —          | —          | —          |                 | Modern Vintage                |
| 2015 | "Drive"                        | —          | —          | —          | —          | —          | —          | —          |                 |                               |
| 2016 | "Rise"                         | —          | 6          | —          | —          | —          | —          | —          |                 | Prayers for the Damned        |

### Videografía
| Año  | Detalles del álbum                                                                                           |
| ---- | --- |
| 2009 | Crüe Fest - Lanzamiento: 24 de marzo de 2009 - Sello discográfico: Mötley, Eleven Seven Music - Formato: DVD |

## Miembros

### Última Formación
- James Michael - voz principal, guitarra rítmica y teclados (2007–2021); Batería (2007-2011)
- Nikki Sixx - bajo, coros (2007–2021)
- DJ Ashba - guitarra principal, coros (2007–2021)

#### Miembros de Gira/Estudio
- Glen Sobel - Batería (2007)
- Tony Palermo - Batería (2008)
- Jeff Fabb - batería, percusión en 'Modern Vintage' (2014)
- Dustin Steinke - Batería (2015–2021)